# Dwór w Glinojecku
Dwór w Glinojecku – jedyny rejestrowany zabytek w mieście Glinojeck, w województwie mazowieckim. Mieści się przy ulicy Fabrycznej.
Został wybudowany w 2. połowie XIX wieku. Jest budowlą piętrową. Pierwotnie należał do dawnego fabrykanta, właściciela nieistniejącej już cukrowni "Izabelin", wybudowanej w 1859, założonej przez miejscowych obywateli, którzy zawiązali w tym celu Spółkę Ziemską Balicki i Mayzler. Obecnie znajduje się w stanie ruiny. Jest otoczony parkiem. Pałacyk jest obecnie w prywatnych rękach.